# 60186 Las Cruces
60186 Las Cruces este un asteroid din centura principală de asteroizi.

## Descriere
60186 Las Cruces este un asteroid din centura principală de asteroizi. A fost descoperit pe 13 noiembrie 1999 la Las Cruces de D. S. Dixon și J. Stevens. Asteroidul prezintă o orbită caracterizată de o semiaxă mare de 3,17 ua, o excentricitate de 0,18 și o înclinație de 14,8° în raport cu ecliptica.